# Diplomingenjörs- och arkitektutbildningens gemensamma antagning
Diplomingenjörs- och arkitektutbildningens gemensamma antagning (finska: diplomi-insinööri- ja arkkitehtikoulutuksen yhteisvalinta, förkortat DIA) är ett gemensamt system för antagning till utbildningarna till diplomingenjör, arkitekt och landskapsarkitekt.

## Diplomingenjör
Antagningen sker antingen baserat på betyg eller på resultat av antagningsprovet, som ordnas av de deltagande universiteten. 2020 var provdagen den 28 maj och det finns 46 olika program att välja på.

## Arkitekt och landskapsarkitekt
Här krävs det inlämnade förhandsuppgifter, tecknings- och planeringsprov samt prov i matematik (arkitekt) eller naturvetenskap (landskapsarkitekt). Det sista gäller för de som inte har tillräcklig bra betyg från gymnasiet.

## Deltagande universitet
- Aalto-universitetet
- Tammerfors universitet
- Uleåborgs universitet
- Vasa universitet
- Villmanstrand–Lahtis tekniska universitet
- Åbo Akademi
- Åbo universitet